# 笑肌

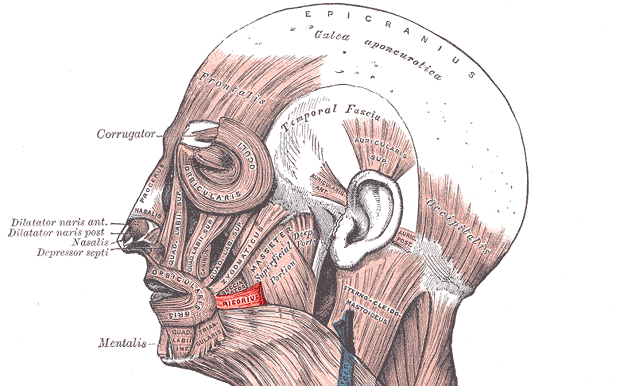
笑肌

笑肌為微笑時所運用之肌肉，廣義的笑肌指笑肌，口角提肌口角降肌。笑肌位於口的兩側，各有一塊，在微笑或大笑時能使嘴張開。另有兩塊肌肉，可讓嘴角運動。嘴的兩個外緣各有一塊口角提肌，可使嘴角翹起。頦的兩側各有一塊口角降肌，可使嘴角下垂。

## 外部連結
- 解剖學(Anatomy)-肌肉(muscle)-Muscles of Facial Expression(顏面表情肌) （页面存档备份，存于）